# Faun Umwelttechnik
Die FAUN Umwelttechnik GmbH & Co. KG ist ein deutsches Fahrzeugbau-Unternehmen in Osterholz-Scharmbeck. Das Unternehmen fertigt Abfallsammelfahrzeuge und Kehrmaschinen und ist Teil der Kirchhoff Gruppe.

## Geschichte
Zu seinen Ursprüngen zählt das Unternehmen unter anderen die 1845 gegründete Nürnberger Gießerei von Justus Christian Braun, die auf Feuerlöschgeräte spezialisiert war. Über die Nürnberger Feuerlöschgeräte- und Maschinenfabrik vorm. Justus Christian Braun AG, die bereits 1908 die ersten Abfallsammelfahrzeuge und Kehrmaschinen baute, und die Justus Christian Braun Premier-Werke ging die Produktion 1914 auf die Nürnberger Feuerlöschgeräte-, Automobillastwagen- und Fahrzeugfabrik Karl Schmidt über, die 1917 mit der Fahrzeugfabrik Ansbach AG zur Fahrzeugfabriken Ansbach und Nürnberg AG, seit 1920 kurz FAUN-Werke, fusionierte.
Im Zweiten Weltkrieg erlitten die FAUN-Werke schwere Schäden und erst 1946 konnte die Produktion von Abfallsammelfahrzeugen wieder aufgenommen werden. Wenige Jahre später folgte die Entwicklung und Fertigung neuer Kehrfahrzeuge. 1969 wurden die Werksanlagen der Büssing AG in Osterholz-Scharmbeck durch die FAUN-Werke übernommen. 1973 folgte die Verlegung der Kommunalfahrzeug-Produktion nach Osterholz-Scharmbeck.
1976 wurde ein europaweites Vertriebsnetz eingerichtet und die gesamten Exportaktivitäten ausgeweitet. Die Fahrzeugpalette wurde in diesen Jahren konsequent erweitert, beispielsweise 1983 mit der Übernahme der KUKA Umwelttechnik GmbH und deren bekannten Drehtrommeln für Müllsammelfahrzeuge. Das Schweizer Unternehmen J. Ochsner AG und die Grange SA in Frankreich stärkten den Unternehmensverbund. 1994 folgte die Übernahme durch die Kirchhoff-Gruppe. Die Umfirmierung in FAUN Umwelttechnik GmbH & Co. KG folgte ein Jahr später. FAUN ist damit neben Kirchhoff Automotive, Witte Werkzeuge und REHA Group Automotive ein Unternehmensbereich der Kirchhoff-Gruppe.
1997 erfolgte der Neubau einer Fertigungshalle in North Wales. 2002 wurde das weltweit modernste Produktionswerk für Abfallsammelfahrzeuge in Osterholz-Scharmbeck eingeweiht. Im Jahr darauf wurde die FAUN Services GmbH gegründet, eine eigene Gesellschaft für den An- und Verkauf von Gebrauchtfahrzeugen, sowie das Erstellen von Miet- und Leasingangeboten.
2008 wurden diesel-elektrisch angetriebene Abfallsammelfahrzeuge entwickelt.

## Produktionsstandorte
Das Hauptproduktionswerk für Abfallsammelfahrzeuge befindet sich in Osterholz-Scharmbeck. Ein weiteres findet sich in Guilherand Grange in der Nähe von Valence (Frankreich). Kehrmaschinen werden in Grimma – Hohnstädt (Sachsen) hergestellt.

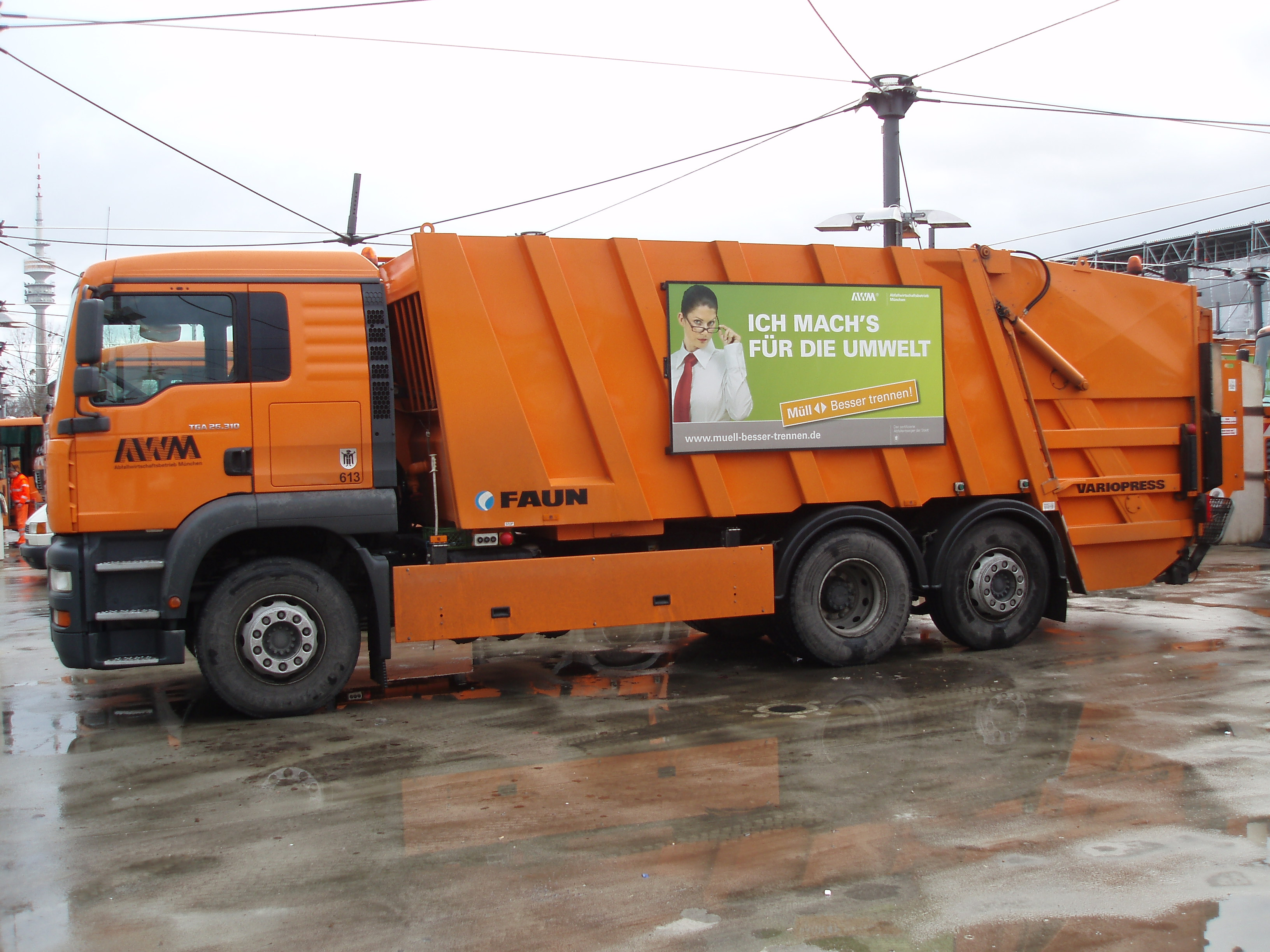
Abfallsammelfahrzeug Typ FAUN VARIOPRESS mit MAN-Chassis
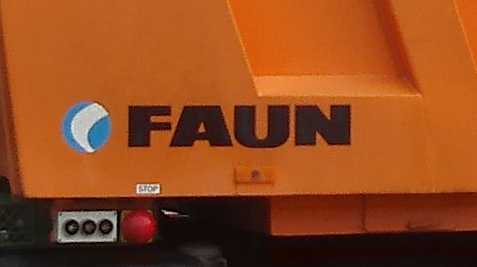
Firmenlogo an einem Absammelfahrzeug (hier Typ VARIOPRESS)
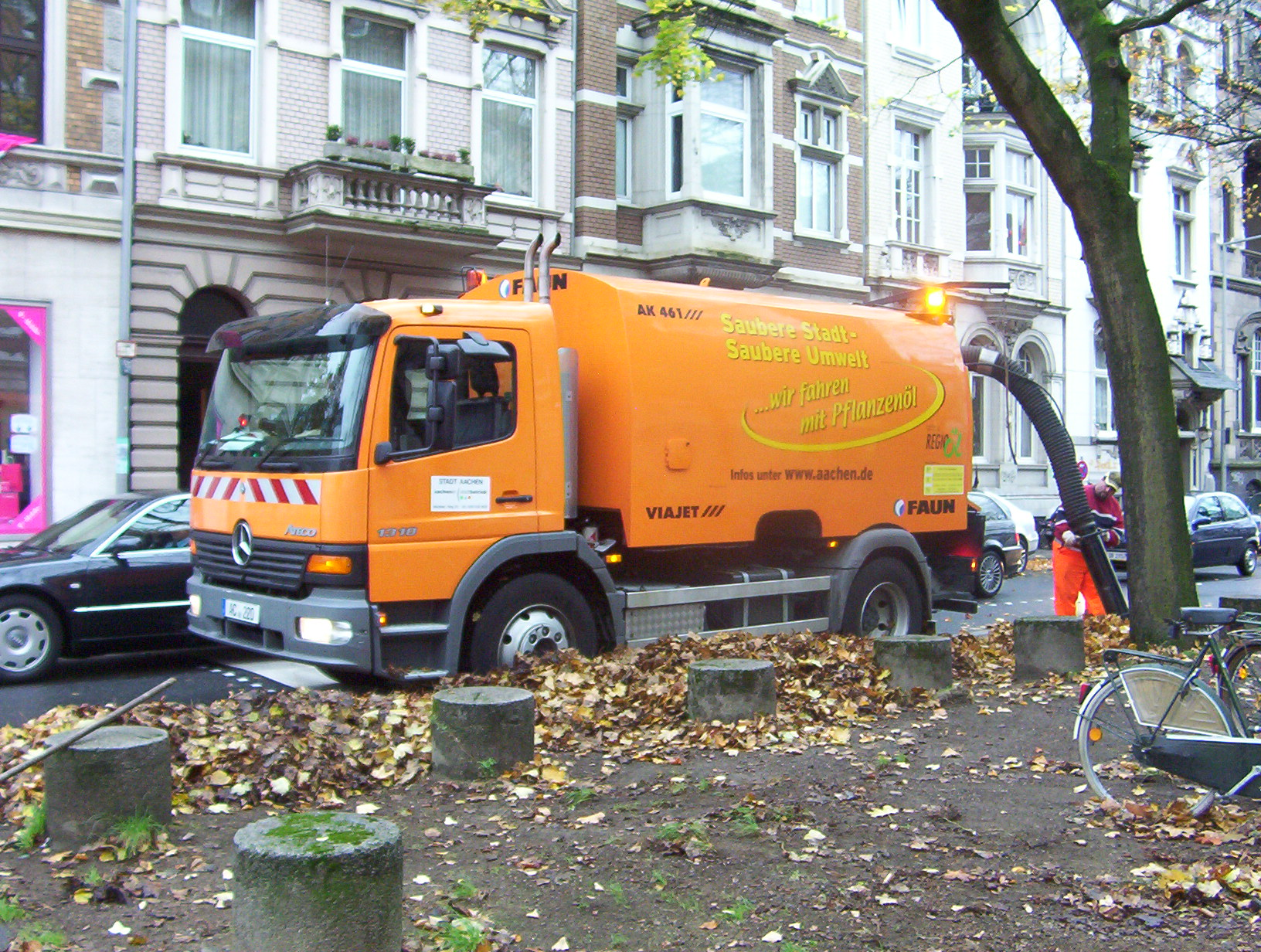
Laubsauger-Lkw Typ FAUN VIAJET mit Mercedes-Benz-Chassis
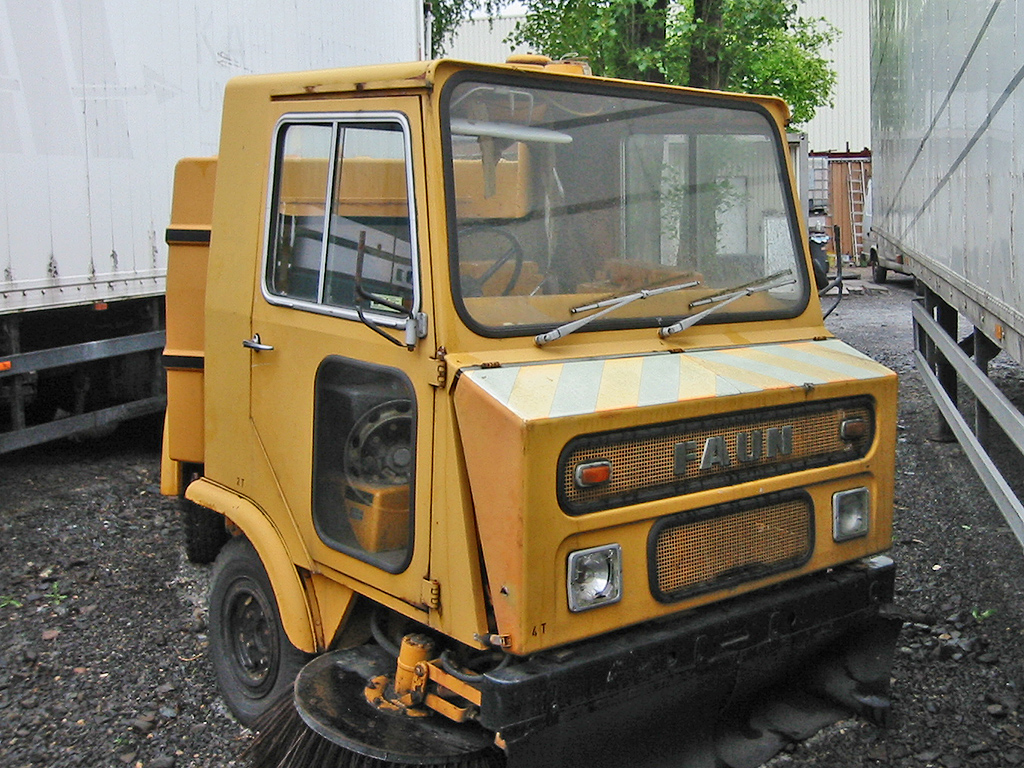
Historische Kehrmaschine von FAUN